# Zoltán Balázsfi
Zoltán Balázsfi (Seghedino, 7 luglio 1962) è un ex sollevatore ungherese medagliato mondiale, che gareggiò nella categoria dei pesi mediomassimi.

## Carriera
Militò nell'Oroszlányi Bányász Sportkör. A livello internazionale il maggiore risultato fu la medaglia di bronzo ai campionati mondiali di Sofia nel 1986. Ai mondiali di Södertälje del 1985 vinse la medaglia d'oro nello strappo a pari merito (per il peso uguale) con Anatolij Chrapatyj e Viktor Solodov, che alzarono tutti 177,5 kg. (evento mai più ripetutosi nella manifestazione). Ai campionati europei di Karl-Marx-Stadt nel 1986 vinse la medaglia d'argento nello strappo.
Partecipò ai Giochi olimpici di Seul nel 1988, classificandosi al nono posto. È il nipote di János Benedek, anch'esso sollevatore.